# Guinea-Bissaus herrlandslag i fotboll
Guinea-Bissaus herrlandslag i fotboll representerar Guinea-Bissau i fotboll. Laget kontrolleras av Federação de Futebol da Guiné-Bissau och är medlemmar i Caf. Lagets högsta Fifa-ranking är 115 i världen i juli 1994.
Lagets första landskamp spelades i Gambia den 15 januari 1976, och slutade 2-2.